# انقلاب الرحم
يحدث انقلاب الرََحِم عندما ينقلب الرحم من الداخل إلى الخارج، غالبًا ما يكون بعد الولادة. تشمل الأعراض نزيف ما بعد الولادة وألم في البطن وتكتل في المهبل وانخفاض ضغط الدم. نادرًا ما يحدث الانقلاب غير مرتبط بالحمل.
تشمل عوامل الخطر سحب الحبل السري أو الضغط على الجزء العلوي من الرحم قبل انفصال المشيمة. تتضمن عوامل الخطر الأخرى وني الرحم، وانزياح المشيمة، واضطرابات النسيج الضام. التشخيص يكون من خلال رؤية الرحم من الداخل إما داخل المهبل أو خارجه.
يتضمن العلاج إنعاشًا قياسيًا مع ارجاع الرحم بأسرع وقت ممكن. يتم إجراء عملية جراحية في حالة عدم القدرة على ارجاع الرحم يدوياً. بعد ارجاع الرحم يتم اعطاء المريضة أوكسايتوسين ومضادات حيوية. يتم بعد ذلك ازلة المشيمة إذا كانت ماتزال ملتصقة بالرحم.
انقلاب الرحم يحدث في 1 من كل 2000 إلى 10,000 ولادة والحالات أعلى في الدول النامية. احتمالية الوفاة للام تقارب 15% في وقتنا هذا ولكن عبر الزمن كانت نسبة الوفاة من انقلاب الرحم قد تصل ل 80% من عدد الامهات المصابات.
تم وصف هذه الحالة منذ حوالي 300 سنة قبل الميلاد عن طريق أبقراط.